# Wólka Wielka
Wólka Wielka (deutsch Groß Wolka, 1938 bis 1945: Großwolken) ist ein Ort in der polnischen Woiwodschaft Ermland-Masuren. Er gehört zur Gmina Biskupiec (Stadt- und Landgemeinde Bischofsburg) im Powiat Olsztyński (Kreis Allenstein).

## Geographische Lage
Wólka Wielka liegt in der nördlichen Mitte der Woiwodschaft Ermland-Masuren, 18 Kilometer südwestlich der früheren Kreisstadt Rößel (polnisch Reszel) bzw. 35 Kilometer nordöstlich der heutigen Kreismetropole und auch Woiwodschaftshauptstadt Olsztyn (deutsch Allenstein).

## Geschichte

### Ortsgeschichte
1379 war das Gründungsjahr des vor 1785 Wolka (ohne Zusatzbezeichnung) genannten kleinen Dorfs mit einer späteren Waldwärterstation, die sich 1,25 Kilometer westlich befand. 1785 wurde der Ort als ein königliches Dorf mit sieben Feuerstellen erwähnt, 1820 mit zwölf Feuerstellen bei 60 Einwohnern.
Als 1874 der Amtsbezirk Wengoyen (polnisch Węgój) im ostpreußischen Kreis Rößel gebildet wurde, gehörte Groß Wolka von Anfang an dazu.
177 Einwohner hatte Groß Wolka im Jahre 1885, 1910 waren es bereits 194.
Am 3. Juni – offiziell bestätigt am 16. Juli – 1938 wurde Namen und Schreibweise von Groß Wolka in „Großwolken“ verändert. Die Zahl der Einwohner sank bis 1933 auf 156 und belief sich 1939 auf 155.
Mit der Abtretung des gesamten südlichen Ostpreußen 1945 in Kriegsfolge an Polen änderte sich der Name Großwolkens in die polnische Bezeichnung „Wólka Wielka“. Heute ist das Dorf eine Ortschaft innerhalb der Stadt- und Landgemeinde Biskupiec (Bischofsburg) im Powiat Olsztyński (Kreis Allenstein), von 1975 bis 1998 der Woiwodschaft Olsztyn, seither der Woiwodschaft Ermland-Masuren zugehörig.

### Klein Wolka
Etwa 1 Kilometer östlich von Groß Wolka lag der Ort namens „Klein Wolka“. Er wurde am 24. Februar 1862 erwähnt, als das Etablissement Klein Wolka aus dem königlichen Forst Sadlowo (polnisch Sadłowo) abgetrennt und mit dem Gemeindebezirk Groß Wolka vereinigt wurde. Als selbständige Landgemeinde kam Klein Wolka wie Groß  Wolka 1874 zum Amtsbezirk Wengoyen (polnisch Węgój). Mit 15 Einwohnern bei zwei Gebäuden im Jahre 1871 und 16 Einwohnern bei zwei Gebäuden im Jahre 1895 war Klein Wolkas Bestand gefährdet und wurde als  Siedlungsplatz bereits lange vor 1945 aufgegeben.
Nach 1945 wurde der Ort nicht mehr erwähnt, auch nicht in polnischer Namensform.

## Kirche
Groß Wolka resp. Großwolken und auch Klein Wolka waren bis 1945 in die evangelische Kirche Bischofsburg (polnisch Biskupiec) in der Kirchenprovinz Ostpreußen der Kirche der Altpreußischen Union, außerdem bis 1938 in die römisch-katholische Kirche Bischofsburg, danach in die neugebildete Pfarrei Wengoyen (polnisch Węgój) im damaligen Bistum Ermland eingegliedert.
Katholischerseits gehört Wólka Wielka auch heute noch zur Pfarrei Węgój, jetzt allerdings im Erzbistum Ermland gelegen. Evangelischerseits halten sich die Einwohner zur Kapellengemeinde Biskupiec, einer Filialgemeinde von Sorkwity (Sorquitten) in der Diözese Masuren der Evangelisch-Augsburgischen Kirche in Polen.

## Verkehr
Wólka Wielka ist der Endpunkt einer Nebenstraße, die bei Zameczek (Neu Chatell) von der Woiwodschaftsstraße 596 abzweigt und über Łabuchy (Labuch) dorthin verläuft und sich als Landweg bis nach Kruzy (Krausen) verlängert. Nordwestlich des Ortes verläuft die Bahnstrecke von Posen nach Korsze (Korschen) (früher bis nach Insterburg (russisch Tschernjachowsk)), allerdings ohne Halt. Die nächste Bahnstation ist Górowo (Bergenthal).